# Neudorfwiesen bei Steinau
Die Neudorfwiesen bei Steinau sind ein Naturschutzgebiet und FFH-Gebiet auf dem Gebiet der Stadt Steinau an der Straße im Main-Kinzig-Kreis in Hessen. Das Schutzgebiet liegt südöstlich der Kernstadt Steinau an der Straße direkt an der östlich verlaufenden Landesstraße L 3196.

## Bedeutung
Das 27,94 ha große Gebiet mit der Kennung 1435030 ist seit dem Jahr 1983 als Naturschutzgebiet ausgewiesen, seit 2008 als flächen- und namensgleiches FFH-Gebiet.